# Wizardry IV: The Return of Werdna
Wizardry IV: The Return of Werdna (полное название — Wizardry: The Return of Werdna — The Fourth Scenario) — четвёртая компьютерная ролевая игра в серии Wizardry, разработанная и изданная Sir-Tech в 1987 году.

## Сюжет
Сюжет The Return of Werdna значительно отличается от первой трилогии, сюжет которой разворачивался вокруг приключений партии персонажей, созданных игроком в самой первой игре, Proving Grounds of the Mad Overlord. The Return of Werdna повествует о приключениях злого чародея Вердны, главного антагониста, побеждённого в финале первой игры. Победившие его герои, однако, не смогли уничтожить тело чародея, поэтому заключили его в саркофаге глубоко в собственном подземелье и оставили после себя ловушки и монстров охранять бездыханное тело. Спустя много лет маг пробуждается, вне себя от злости и жажды мести, и начинает боем прокладывать путь наверх, к людям…

## Игровой процесс
Игра начинается на самом нижнем уровне подземелья, состоящего из десяти уровней. За время сна силы Вердны иссякли и по мере восхождения он должен восстановить своё былое могущество. Это можно сделать, находя пентаграммы на каждом из уровней (на уровне может быть несколько пентаграмм, но усиление даёт только первая обнаруженная). Пентаграммы также восполняют здоровье и количество доступных заклинаний. Третьей немаловажной функцией пентаграмм является возможность призывать монстров, которые будут сражаться на стороне Вердны. С каждым уровнем будут попадаться всё более сильные противники, но и призываемые монстры также будут усиливаться. За призыв игрок ничего не тратит, но при этом его партия ограничена тремя группами монстров.
Дополнительной задачей игрока становится поиск и уничтожение персонажей-героев предыдущих игр. Sir-Tech предоставляла игрокам, отправившим в офис сценарную дискету от предыдущей трилогии, возможность кастомизировать свою копию игры таким образом, что по мере прохождения игрок будет побеждать именно тех персонажей, с помощью которых он проходил предыдущие игры.
The Return of Werdna оказалась экстремально сложной, даже по меркам хардкорных фанатов Wizardry. Обозревательница Computer Gaming World Scorpia констатировала, что эта игра предназначена только для опытных игроков Wizardry. Многие элементы и загадки игры будут понятны только тем игрокам, которые уже имели игровой опыт оригинальной трилогии, эти знания являются обязательными, если игрок хочет пройти Wizardry IV. Она всё так же не прощает ошибки и простые неудачи игрока, но вдобавок к этому четвёртую часть отличает основное нововведение ролевой системы игры: в ней нет очков опыта, которые могли бы тратиться на повышение уровня персонажа. Из-за этого цель игрока кардинально менялась: вместо убийства сильных монстров и, как следствие, получения большого количества опыта в качестве награды игрок вынужден был буквально прорываться с боем до выхода текущего уровня, невзирая на потери, чтобы получить усиление на пентаграмме следующего. А встречаемые противники могли быть настолько сильными, что могли убить протагониста одним попаданием, наложить заклинание, которое разом уничтожит всю группу, воскресить только что с большим трудом убитых противников или даже украсть квестовый предмет, без которого дальнейшее продвижение невозможно.
Ручное составление карты также осталось частью игрового процесса, обязательного для прохождения игры, но на этот раз появились дополнительные сложности. Если в предыдущих играх ловушки попадались лишь изредка, то теперь их было в изобилии. Один из уровней вообще содержал минное поле, нащупать безопасный путь в котором можно было только путём долгих проб и ошибок с риском смерти протагониста и перезапуска игры с начала. Другой уровень содержал секции, клетки которых вращались при каждом ходе. Финальный уровень вообще представлял собой «Космический куб», то есть трёхмерное пространство, состоящее из комнат, которые испещрено лазейками, лестницами вверх и вниз, телепортами, причём каждая из комнат обладала своими особенностями и ловушками. В дополнение к этому по Космическому кубу бродят самые сильные монстры игры.
Ещё одним примером экстремальной сложности игры, которая отвадила от неё многих неопытных игроков, является интуитивно непонятная задача выхода из первой же комнаты, двери которой не видно. Дверь является потайной, и чтобы её заметить, необходимо произнести заклинание освещения «MILWA», но так как Вердна является магом, в его арсенале данного заклинания нет. Для этого в его партии должна быть группа священников (только у этого класса персонажей есть доступ к заклинанию «MILWA»). Кроме того, действия сопартийцев не управляются игроком, из-за чего священники могут произнести это заклинание случайным образом только в бою, а со временем это заклинание иссякает (то есть у игрока есть ограниченное число ходов после завершения боя, чтобы найти дверь), в самой игре нет никаких намёков на то, что вообще может означать словосочетание «MILWA», и, не видя никакого эффекта в бою, игрок по незнанию причисляет его к бесполезным и ни на что не влияющим. Понимая то, что первая же головоломка в игре может стать для игрока неразрешимой, разработчики Sir-Tech включили в пакет поставки игры запечатанный конверт с решением задачи, который предписывалось вскрыть только в том случае, если игрок не может решить её самостоятельно.

## Разработка
После выхода Wizardry III: Legacy of Llylgamyn в 1983 году разработка Wizardry IV затянулась на долгих четыре года, несмотря на то, что Sir-Tech рассчитывала выпустить игру к Рождеству 1984 года, но постоянно переносила дату релиза. В 1986 году разработчик серии Роберт Вудхед связывал задержку с разработкой неназванных проектов Sir-Tech, для которых требовалось портирование на UCSD p-System со стороны разработчиков Wizardry IV.
В момент выхода игра была защищена оригинальной системой защиты от копирования. Пользователи могли свободно копировать дискеты и играть в полноценную игру, однако после прохождения первого уровня игра демонстрировала двенадцатизначный код, к которому требовалось ввести четырёхзначный ответный код из книги со списком номеров «MordorCharge card» поставляемой вместе с лицензионной копией. Для предотвращения от копирования на копировальном аппарате, коды печатались на тёмно-красном фоне. Подобный подход позволил свободно распространять полноценный дистрибутив игры в качестве бесплатной демо-версии. Позднее выяснилось, что алгоритм формирования кодов основывался на сложении по модулю и не являлся слишком сложным. Зная алгоритм, можно было самостоятельно рассчитать ответный код, однако отсутствие Интернета и эффективных средств копирования делало эту систему противодействия компьютерным пиратам достаточно надёжной и не слишком навязчивой для игрока. Следующая игра серии, Wizardry V: Heart of the Maelstrom, задействовала тот же подход, но уже с более сложным алгоритмом.

## Критика
Журналистка Scorpia из Computer Gaming World, игравшая в бета-версию Wizardry IV, в 1987 году благосклонно отзывалась о релизной версии, отмечая, что игра стоила долгого ожидания, но при этом признала, что игра невероятно сложна и требует игровой опыт из предыдущих частей серии. В своем ретроспективном обзоре 1993 года, в которой она описывала все игры серии, доступные на тот момент, Scorpia советовала четвёртую часть «тем фанатам Wizardry, которые не хотят потерять форму». Обозреватель The Space Gamer в своём превью в номере 82 назвал игру «одной из лучших фентезийных игр года».
Однако продажи Wizardry IV были неважными, чему способствовала долгая разработка и выход игры с уже явно устаревшей графикой на фоне великолепной графики The Bard’s Tale 1985 года. Позднее глава Sir-Tech Роберт Сиротек признается, что игра намеренно делалась такой сложной, что отпугнуло большое количество игроков, незнакомых с Wizardry, даже несмотря на восторженные отзывы хардкорных фанатов серии. Позднее в 1993 году Sir-Tech переиздаст серию в виде двух трилогий Wizardry I—III и Wizardry V—VII, но не Wizardry IV. При этом следующая номерная игра, Wizardry V: Heart of the Maelstrom, рекламировалась как своеобразный перезапуск игровой серии, призванный освежить игровой процесс и дистанцироваться от более ранних хардкорных игр.